# Pseudochorthippus
Pseudochorthippus is een geslacht van rechtvleugeligen uit de familie veldsprinkhanen (Acrididae). De wetenschappelijke naam van dit geslacht is voor het eerst geldig gepubliceerd in 2012 door Defaut.

## Soorten
Het geslacht Pseudochorthippus omvat de volgende soorten:
- Pseudochorthippus curtipennis Harris, 1835
- Pseudochorthippus montanus Charpentier, 1825
- Pseudochorthippus parallelus Zetterstedt, 1821